# Ron Tomsic
Ronald Paul « Ron » Tomsic, né le 3 avril 1933 à Oakland, en Californie, est un ancien joueur américain de basket-ball. Il évolue au poste de meneur. 

## Palmarès
- Champion olympique 1956